# (200371) 2000 QF66
(200371) 2000 QF66 es un asteroide perteneciente al cinturón de asteroides descubierto el 28 de agosto de 2000 por el equipo del Lincoln Near-Earth Asteroid Research desde el Laboratorio Lincoln, Socorro, Nuevo México, Estados Unidos.

## Designación y nombre
Designado provisionalmente como 2000 QF66.

## Características orbitales
2000 QF66 está situado a una distancia media del Sol de 2,421 ua, pudiendo alejarse hasta 2,688 ua y acercarse hasta 2,155 ua. Su excentricidad es 0,109 y la inclinación orbital 7,700 grados. Emplea 1376,63 días en completar una órbita alrededor del Sol.

## Características físicas
La magnitud absoluta de 2000 QF66 es 15,9. 